# Крик (кратки филм)
„Крик ” је српски кратки филм из 2010. године. Режирао га је Милија Шћепановић који  је заједно са Бранимиром Шћепановићем написао и сценарио.

## Улоге
| Глумац             | Улога      |
| ------------------ | ---------- |
| Петар Божовић      | Господин Н |
| Миодраг Кривокапић | Господин М |
| Мирољуб Лешо       | Антон      |